# Јурај Канишки
Јурај Канишки (?-1509) хрватско-славонско-далматински бан (1498—1499) загребачко-славонски бан (1508—1509) и јајачки бан (мај 1495-1499). Био је пореклом из угледне хрватске породице Канишких (Канижаја), вероватно син Ладислава Канишког, против кога се побунио у Јајцу где се прогласио јајачким баном.

## Прва влада
Иза очеве смрти јуна 1495. године, натерао је јајачког бана Јаноша Бебека на абдикацију. Био је највећи противник моћног Јаноша Корвина, али Корвин му није представљао никакав проблам, јер је у периоду од 1495. до 1497. године најчешће у Бихаћу пијанчио и непрестано био у сукобу с палатином угарско- чешког краља Владислава II Јагелонца млађег, Стефаном Запољом. Због тога је 28. октобра 1497. године свргнут, па је за хрватско-славонско-далматинског бана постављен баш он. То је било у пролеће 1498. године. Јанош је задржао титулу хрватско-славонско-далматинског бана и босанског краља као и свој босански краљевски печат, али већ 13. јуна Владислав је реаговао тражећи да преда печат да га сталежи униште. Кад је чуо да се да се Јанош налази у Книну и да брани у савезу са Млетачком републиком, Далмацију од Турака, Владислав је променио мишљење, склопио уговор с њим и вратио га на место бана, већ 5. јануара 1499. године. Убрзо је свргнут и у Јајцу.

## Друга влада
O Јурајевом животу се од тада мало зна, вероватно се налазио у Славонији. После свргавања Андрије Бота и Марка Мишљеновића Хорвата, пошто нису испунили обећања дата самом Владиславу, 19. новембра 1506. да штите Загреб од локалних племића и 7. јуна 1507. да се ослањају на чиновнике, још су завађавали славонске херцеге, за загребачког поглавара је постављен 12. јануара 1508. године Јурај са Јованом Ернуштом Чаковечким господарем Међимурја, такође су изабрани и за банове Славоније. Андрија Бот пошто је одбио да преда Загреб био је нападнут од Владиславлјевих снага и 25. јануара поражен. Тај пораз није могао бити велик јер је Андрија заузео јужну Хрватску с приморјем. Јурај Канишки који за своје друге владе није ништа учинио умро је 1509. године.